# Safim
Safim es una ciudad y un sector en la región administrativa de Biombo en Guinea-Bisáu. Se ubica al este de su región, estando rodeada de ríos en casi todas direcciones.
Según el censo demográfico de 2009, el sector contaba con una población de 17.356 habitantes, distribuidos en un área territorial de 174,8 km². Territorialmente, es el sector más pequeño de Biombo, y también, hasta 2009, el menos poblado.
Safim es parte de la virtual Región Metropolitana de Bisáu, una conurbación que incluye las ciudades de Bisáu, Prabis y Nhacra.
En esta ciudad, en el barrio de Bissalanca, se encuentra el Aeropuerto Internacional Osvaldo Vieira, el único aeropuerto internacional del país.